# Крон (скло)
Крон, кронґлас (від англ. crown — корона) — тип безбарвного оптичного скла, що відрізняється великими (більше 50) значеннями числа Аббе, і, відповідно, низькою дисперсією. Таке скло з відносно малими показниками заломлення називають легким кроном, а з великими — важким. У радянській конструкторській документації сорти скла кронгласс позначалися буквами: ЛК — легкий крон; ФК — фосфатний крон; ТФК — важкий фосфатний крон; К — крон; БК — баритовий крон; ТК — важкий крон; СТК — надважкий крон; ОК — особливий крон і КФ — крон-флінт.

## Склад
Історично, назва «крон» походить з XVIII століття, коли до складу скла цього типу крім оксиду кремнію входили натрій (або калій) і кальцій, що й зумовлювало такі їх оптичні властивості, як високий (понад 0,5) коефіцієнт середньої дисперсії і порівняно низький показник заломлення (~1,5). Показники заломлення сучасних кронів досягають значно більших значень (~1,75), при збереженні високого числа Аббе.
Сучасне ж силікатне скло кронового типу може містити оксиди калію, натрію, бору, алюмінію, барію, кальцію. До складу легких кронів включається фтористий натрій. Баритові крони (БК) можуть містити окис цинку і окис сурми.
У деякому склі основним склоутворювачем разом з кремнеземом є борний ангідрид. Додавання до борного ангідриду великих кількостей оксидів рідкісноземельних елементів, наприклад лантану, дозволяє отримувати скло типу надважкий крон (СТК). А для важких фосфатних (ТФК) і особливих (ОК) кронів як основний склоутворювач використовується п'ятиокис фосфору.

## Приклад
Хімічний склад найпоширенішого в світі кронового оптичного скла наведено в таблиці:
| Оксид | Зміст, мол. % |
| ----- | ------------- |
| SiO2  | 73,75         |
| B2O3  | 9,83          |
| As2O3 | 0,12          |
| BaO   | 1,28          |
| K2O   | 4,28          |
| Na2O  | 10,74         |